# Barhatta
Barhatta (en bengali : বারহাট্টা) est une upazila du Bangladesh dans le district de Netrokona. En 1991, on y dénombrait 142 174 habitants.